# OVER YOU (feat. マイキ)
「OVER YOU (feat. マイキ)」（オーバー・ユー（フィーチャリング マイキ））は、手越祐也の楽曲。8枚目の配信限定シングルとして2022年7月7日にフォーライフミュージックから発売。

## 概要
- アーティストとして1年やってきた感謝も込めて、ソロデビュー1周年の2022年7月7日配信リリースを決めた[2]。
- 2021年8月にリリースした「ARE U READY」に続き、「2022荒野CHAMPIONSHIP-栄光の刻（とき）」のテーマソング。
- 作品提供のマイキは、手越のインタビューを目を通して、手越が言いそうなことを歌詞の中に散りばめて、“手越祐也そのもの”という内容の楽曲に仕上がった[2]。
- YouTubeではオリジナルMV以外に、マイキと手越のツインボーカルのセルフカバーverのMVも公開されている。両方のMVロケ地も同じく昭島市立拝島第四小学校。

## 収録曲
1. OVER YOU (feat. マイキ)
作詞・作曲・編曲：マイキ

## リリース
2022年7月7日から配信リリース。品番はDISA-0419。